# 栗前明
栗前明（1933年11月—），河北省阜平县人，中国人民解放军军事将领、中国人民解放军中将，鄧小平的妹夫。
早年毕业于中国人民解放军军事工程学院，曾任第二炮兵副参谋长、第二炮兵副司令员。1988年，授少将军衔。1993年，授中将军衔。
曾任第八届全国人大代表、第九屆全國政協委員。
妻子鄧先群（鄧小平妹妹）。有女栗小兵，任青城高尔夫俱乐部董事长。女婿俞一平，曾任西藏5100礦泉水有限公司董事長。
由于“栗”字与“粟”字形似，中文媒体常将“栗前明”误作“粟前明”，进而将其穿凿附会为粟裕大将之子，实际二人并无亲属关系。